# Meenakshi Chaudhary
Meenakshi Chaudhary Kumar es una modelo india y ganadora del concurso de belleza. Ella representó a India en Miss Grand International 2018 en Rangún, Birmania y fue declarada la primera finalista.

## Biografía
Chaudhary nació en Panchkula, Haryana. Su padre era un oficial en el ejército indio. Completó sus estudios en la Escuela del Convento Internacional St. Soldier en Chandigarh. Ella es también una nadadora de nivel estatal y una jugadora de bádminton. Chaudhary actualmente está cursando su licenciatura en cirugía dental en el National Dental College and Hospital en Dera Bassi, Panyab.

## Concursos de belleza
El viaje de Chaudhary en la ceremonia comenzó con Fbb Campus Princess 2018, donde fue coronada como una de las ganadoras de las audiciones de Patiala. Luego hizo una audición para el título Femina Miss Haryana 2018, que finalmente ganó. Ella representó al estado de Haryana en la competencia anual Femina Miss India y fue coronada en el primer puesto en Femina Miss India 2018 en la final celebrada el 19 de junio de 2018. También ganó el subtítulo 'Miss Photogenic' en la competencia. Posteriormente fue coronada como Miss Grand India 2018. Chaudhary apareció en la portada de Glimpse, la revista Lifestyle y la edición de septiembre de Femina (revista). Chaudhary representó a India en el concurso Miss Grand Internacional 2018 en Rangún, Birmania, donde logró llegar al top 12 en "Mejor traje nacional" y al top 5 en "Miss Popular". a Miss Grand Internacional en la final. Ella es la primera mujer india en llegar a dicha colocación en el certamen.